# 龍泉寺 (富田林市)
龍泉寺（りゅうせんじ）は、大阪府富田林市龍泉にある高野山真言宗の寺院。山号は牛頭山。本尊は薬師如来。

## 歴史
寺伝によれば、かつてここ嶽山の中腹にある池（現・庭園）には悪龍が住んでいたという。そして、悪龍は付近の里人に害を与えていたという。そこで、推古天皇2年（594年）に蘇我馬子が勅命を受けてこの地に来、修法を行うと悪龍は天に逃げ去っていった。こうして馬子は龍泉寺を建立したとされている。しばらく後、悪龍の報復により境内の池と麓の水脈が枯れてしまったと伝えられる。
そこで、弘仁14年（823年）1月8日に空海（弘法大師）がこの地を訪れて、祈祷によって雨水を得て境内の池には水が湛えられ、この時池の中に3つの小島ができたとされる。空海はこの島に小さな社を建て、聖天、弁才天、叱天を祀り、鎮守社（現・咸古神社）に牛頭天王を祀ったという。
天長5年（828年）に淳和天皇が藤原冬緒に命じて当寺は再建され、勅願寺として牛頭山龍泉寺医王院の寺号を賜った。また、東西両塔が建てられ、大小25の塔頭が立ち並ぶ大寺院となったという。
南北朝時代になると、楠木正成が嶽山の山頂に龍泉寺城（嶽山城）を築いた。このことにより、南北朝の争乱で当寺は巻き込まれ仁王門を除いて多くの宝物とともに堂塔伽藍は焼失した。その後再建されるが、長禄4年（1460年）12月から畠山義就が嶽山城に籠城し、畠山政長と嶽山城の戦いを始めたので、再び被害を受けた。『多聞院日記』によると永正4年（1507年）には畠山義英が籠城したことで「嶽山之麓毎日大焼」となっている。
安土桃山時代に入り灯明料として3石が認められると、ようやく復興が行われ始めた。
江戸時代、この近辺は伊勢国神戸藩石川氏の藩領となり白木陣屋が構えられていた。また、石川氏が常陸国下館藩に移ってから以後も、やはり石川氏の藩領であったことから歴代藩主の石川氏から寄進を度々受けている。しかし、かつてほどの規模は取り戻すことは出来なかった。
明治時代になると、神仏分離によって牛頭天王を祀る鎮守社が龍泉寺より独立し、式内社である咸古神社に比定され祭神も神八井耳命に改められている。
境内にいたる参道は狭いものの、脇には桜、ツツジ、モミジなどが数多く植えられ、季節ごとに行楽客の目を楽しませる。

## 境内
- 本堂
- 行者堂
- 大日堂
- 聖天堂 - 歓喜天（聖天）を祀る。
- 龍泉寺庭園（国指定名勝） - 池泉回遊式庭園の浄土式庭園がある。南北朝時代以前の影響を伝える造りとなっている。庭園中央には池があり、池の中に3つの小島がある。
- 弁天堂
- 叱天社
- 聖天社 - 歓喜天（聖天）を祀る。
- 雨井戸（龍王井戸） - 空海がここで雨乞いをし、八大龍王を勧請して祀ったという。
- 咸古神社 - かつての当寺の鎮守社。
- 搭礎石
- 阿弥陀堂
- 伝尊性法親王の墓 - 後醍醐天皇の皇子とされる「尊性法親王」と呼ばれる人の墓。実際の尊性法親王は後醍醐天皇の皇子ではない。
- 鐘楼
- 仁王門（重要文化財） - 建治元年（1275年）再建。大阪府下唯一の古い八脚門で貴重である。金剛力士像も建治元年（1275年）の作である。
- つつじ園
- 庫裏
- 史料庫

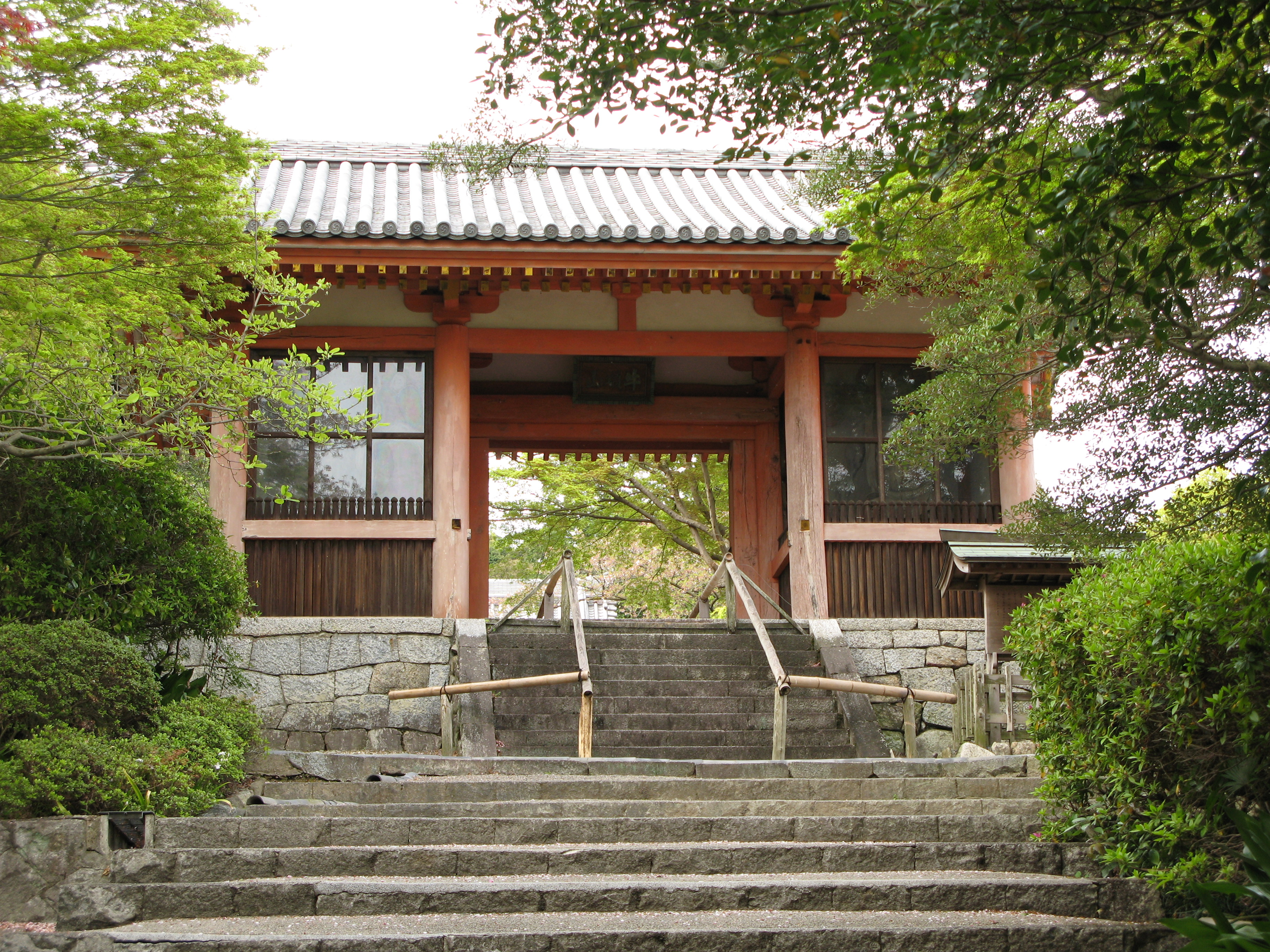
仁王門
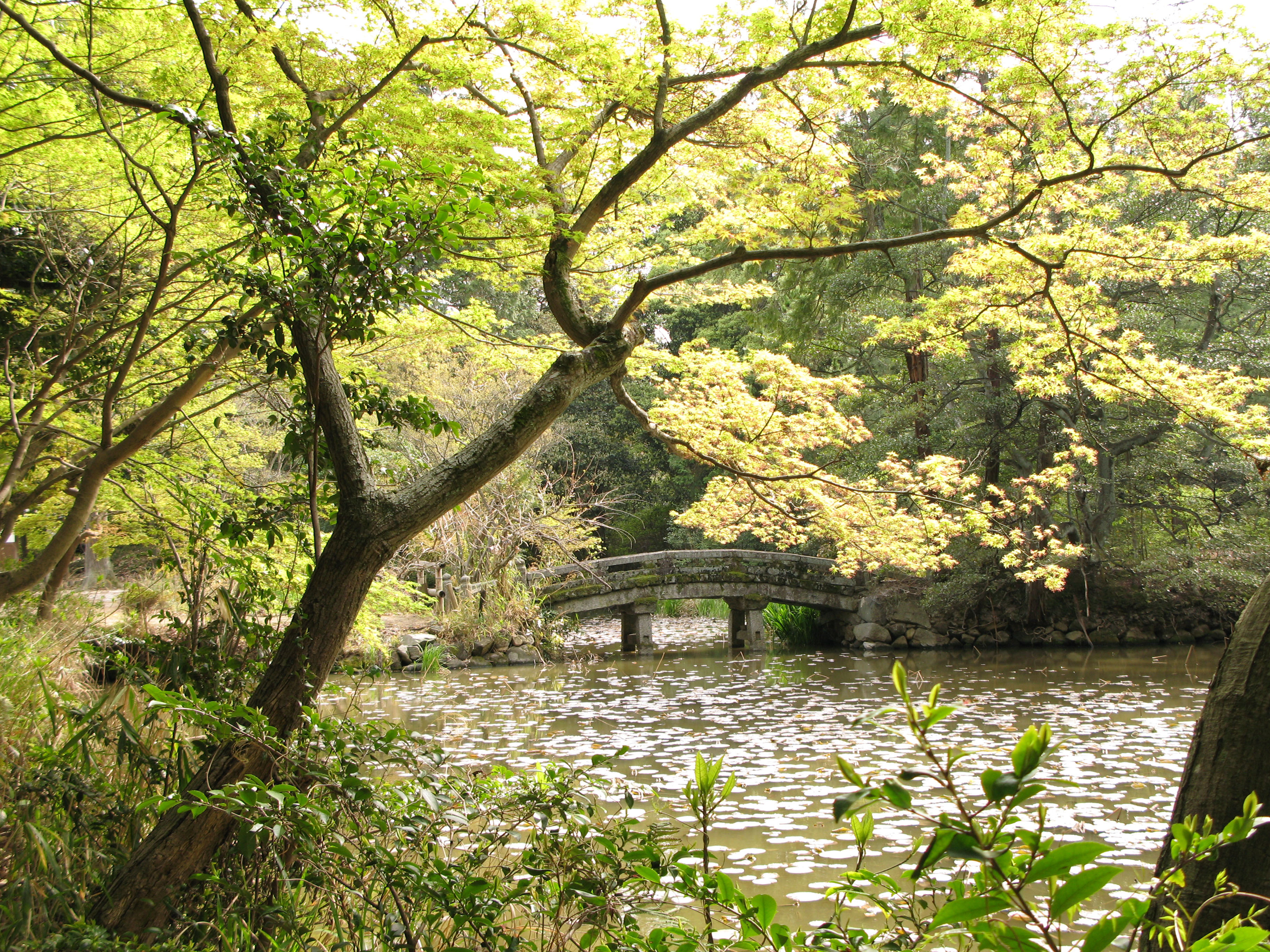
龍泉寺庭園
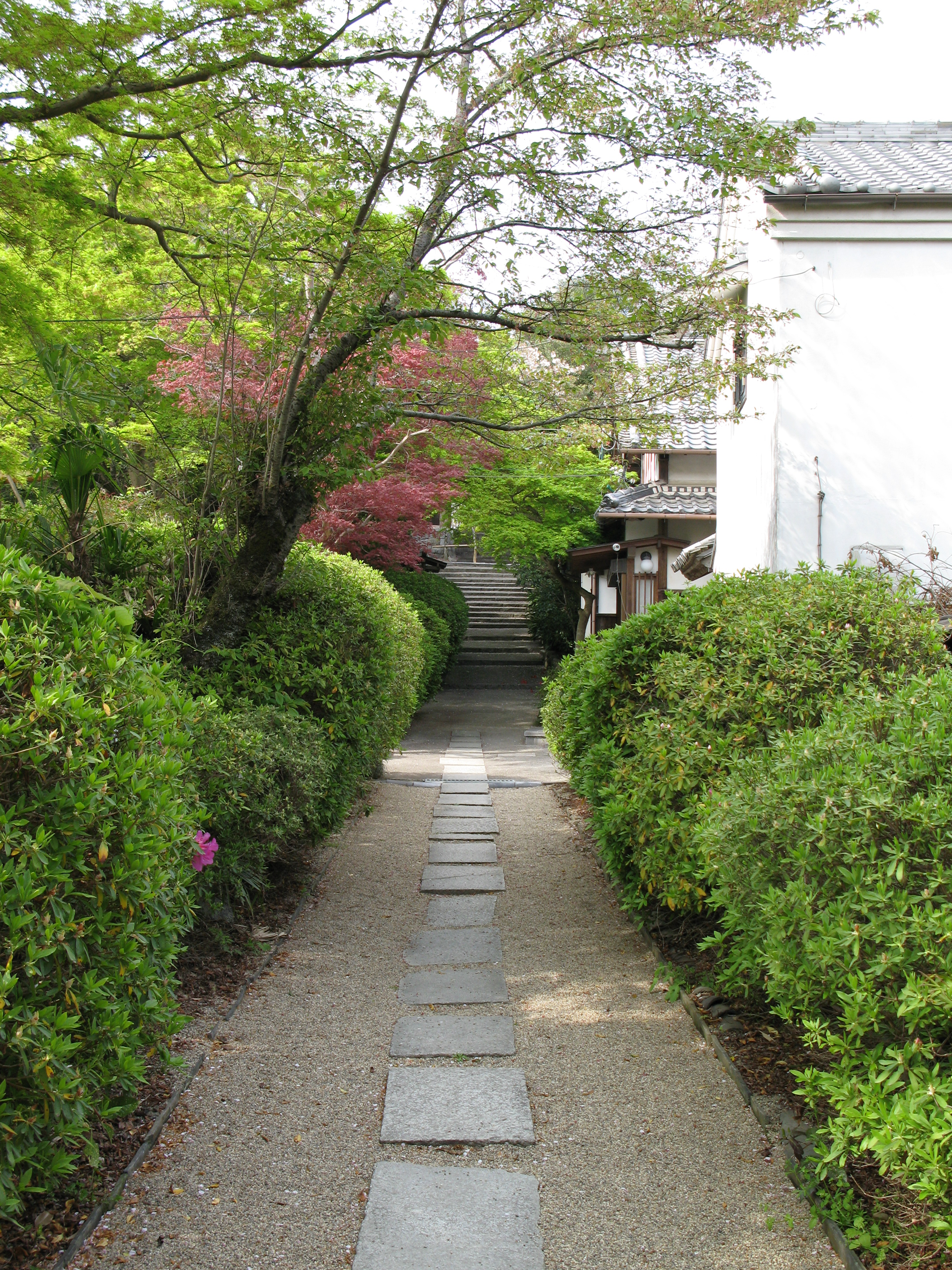
参道

## 文化財

### 重要文化財
- 仁王門

### 国指定名勝
- 龍泉寺庭園[2]

### 大阪府指定有形文化財
- 木造金剛力士像 2躯[3]
- 木造聖徳太子立像 附：像内納入品（紙本版画如意輪観音像1枚、紙本墨画阿弥陀・地蔵二尊像1枚、紙本聖徳太子印仏1枚、護符1枚、文書断片1片）[4]

## 前後の札所
河内飛鳥古寺霊場
10 観心寺　-　11 龍泉寺　-　12 瀧谷不動明王寺

## 交通
- 自家用車

国道170号旧道・本町交差点（富田林駅前）から府道705号富田林五條線、府道201号甘南備川向線を経る。
- 公共交通機関

近鉄長野線 富田林駅から 4市町村コミバス東條線「甘南備経由　東阪行き」「サバーファーム行き」「甘南備行き」「府立こんごう福祉センター前行き」のいずれかに乗車し、「龍泉」バス停下車徒歩約15分。